# Регистрофон
Регистрофон (лат. registrare — бележити, грч. &phi;&omega;&nu;ή — глас)  представља апарат за бележење телефонских разговора. То је софтверско—хардверско решење за снимање, архивирање и претрагу звучних снимака долазних и одлазних телефонских разговора. Оно се најчешће састоји од рачунара, апликације за снимање разговора, апликације за репродукцију и апликације за управљање, надзор и статистику. Снимање разговора не би било могуће без ЦТИ картица, које омогућују интеграцију рачунара и телефона. У зависности од произвођача ЦТИ картице омогућавају снимање аналогних или дигиталних канала одређених централа. Треба напоменути и да се одређене картице могу интерисати само са одређеним централама, што је увек и наведено у спецификацији сваке картице од стране произвођача. Код система који садрже више картица неопходно је извршити њихову конфигурацију као мастер и славе.
После хардверског повезивања картица са телефонским линијама подешавање целокупног система најчешће се врши преко апликације која кориснику регитрофона омогућава лако и једноставно подешавање параметара као што су: подешавање канала, права приступа, извршни фајлови, конфигурациони фајлови, извештаји, апликације која прати рад других апликација итд.

## Снимање разговора
Снимање телефонских линија може се обављати по позиву, по активности или континуално. Снимање по позиву се најчешће користи и за почетак снимања узима се подизање слушалице, а за крај спуштање слушалице, што се детектују напонским нивоима. Снимање по активности подразумева детектовање активности на каналу, односно јачине Сигналсигнала. У неким применама потребно је непрекидно снимање канала најчешће зато што је кориснику потребан цео снимак без обзира на активности или је ниво шума на каналу толики да се тешко може направити разлика у односу на користан сигнал.

## Примена
Регистрофони се најчешће примењују у области телефонског анкетирања, примања телефонских поруџбина, за масовно контактирање грађана, у банкарском сектору, разним врстама позивних центара итд. У зависности од потреба и креативности примене могу се користити у различитим окружењима и на тај начин омогућити добијање правовремених информација о односу клијента према услугама које фирма пружа, те тако омогућити унапређење односа са потенцијалним и постојећим клијентима. 
Снимање телефонских разговара врше и Службе државне и јавне безбедности, али снимање телефонских разговора које врше ове службе је строго дефинисано законским и подзаконским актима сваке земље. У нашој земљи снимање разгова ради спровођења истраге ове службе могу добити само од истражног судије.